# Hôtel de Bérulle
Pour les articles homonymes, voir Bérulle (homonymie).
L'hôtel de Bérulle est un hôtel particulier situé à Paris en France.

## Localisation
Il est situé au no 15 de la rue de Grenelle, dans le 7e arrondissement de Paris.

## Historique
Il a été construit entre 1765 et 1766 par l'architecte Pierre-Claude Convers pour le marquis Amable Pierre Thomas de Bérulle, fils de Pierre Nicolas de Bérulle, et premier président du Parlement de Grenoble. Il est parfois attribué à l'architecte Alexandre-Théodore Brongniart,. 
Il appartient en 1789 à M. de Puybusque.
Vers la fin de l'année 1793, la dépouille de Pierre de Bérulle, dont le monument vient d'être brisé dans l'Oratoire du Louvre, est déplacée dans la cave de l'hôtel. Elle y restera jusqu'en 1840, quand le gouvernement de Louis-Philippe autorise son déplacement dans la chapelle du séminaire de l'église Saint-Sulpice,,.
De 1924 à 1925, l’hôtel, propriété du banquier Arnold Naville (père du surréaliste Pierre Naville), abrite dans ses écuries le « Bureau de recherches surréalistes », dirigé par Antonin Artaud,. Le poète André Breton y habite en 1925. 
Dans les années 2000, l’hôtel de Bérulle a été revendu pour la somme de 21 millions d’euros. 
Il n'est pas ouvert à la visite.

## Description
Du côté de la rue, l'hôtel possède un portail demi-lune avec une façade courbe.   
Du fait de la configuration de la parcelle, le corps principal est perpendiculaire à la rue de Grenelle.    
La façade sur jardin est de style néoclassique ; le rez-de-chaussée est percé de baies en plein cintre et possède un bossage à lignes de refend.

## Parties protégées
Les parties suivantes de l'édifice ont été inscrites monument historique :
- La façade sur rue et la façade sur jardin (inscription par arrêté du 29 mars 1926).